# Desmostachys brevipes
Desmostachys brevipes är en tvåhjärtbladig växtart som först beskrevs av Adolf Engler, och fick sitt nu gällande namn av Herman Otto Sleumer. Desmostachys brevipes ingår i släktet Desmostachys och familjen Icacinaceae. Inga underarter finns listade i Catalogue of Life.